# Grand Som
Le Grand Som est un sommet du massif de la Chartreuse, dans le département français de l'Isère. Il présente une longue crête, inégalement acérée, qui domine le Petit Som (1 772 m) et le col de la Ruchère au nord-ouest, et le couvent de la Grande Chartreuse en un escalier de falaises. Le sommet présente une croix et deux tables de relief.

## Géologie
Le Grand Som est un ensemble calcaire formé essentiellement de deux barres urgoniennes. Le drainage du massif se fait en direction de la source de Noirfond, au bord du Guiers Vif.

## Spéléologie
De nombreux gouffres sont présents sur le massif : trou Lisse à Combonne (−303 m), puits de l'Écho (−396 m), gouffre Roland (−481 m), gouffre de Mauvernay (−507 m), gouffre des Aures (−512 m), mais le réseau le plus important est le puits Francis(1 565 m) ou réseau de Bovinant de 723 m de dénivelé pour 6 836 m de développement. Découvert en juillet 1966 par le club spéléo de La Tronche (FLT), le siphon à (−688 m) a été atteint le 23 août 1967. Des entrées supérieures ont ensuite été trouvées,.

## Zone naturelle protégée
Le massif du Grand Som est classé en ZNIEFF de type I, sous le numéro 38150007 : Massif du Grand Som, forêt de la Grande Chartreuse, sur une surface de 1 824 hectares. Il est également situé dans le parc naturel régional de la Chartreuse.

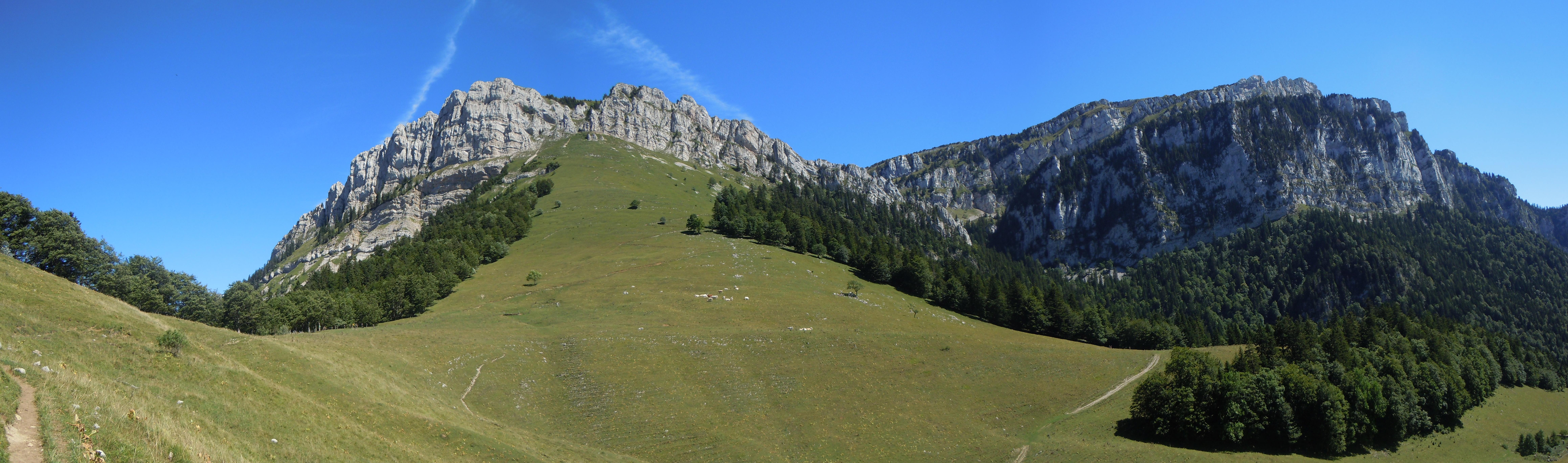
Vue depuis le col de la Ruchère sur le Petit Som (1772 m, à gauche) et les crêtes du Grand Som (à droite).

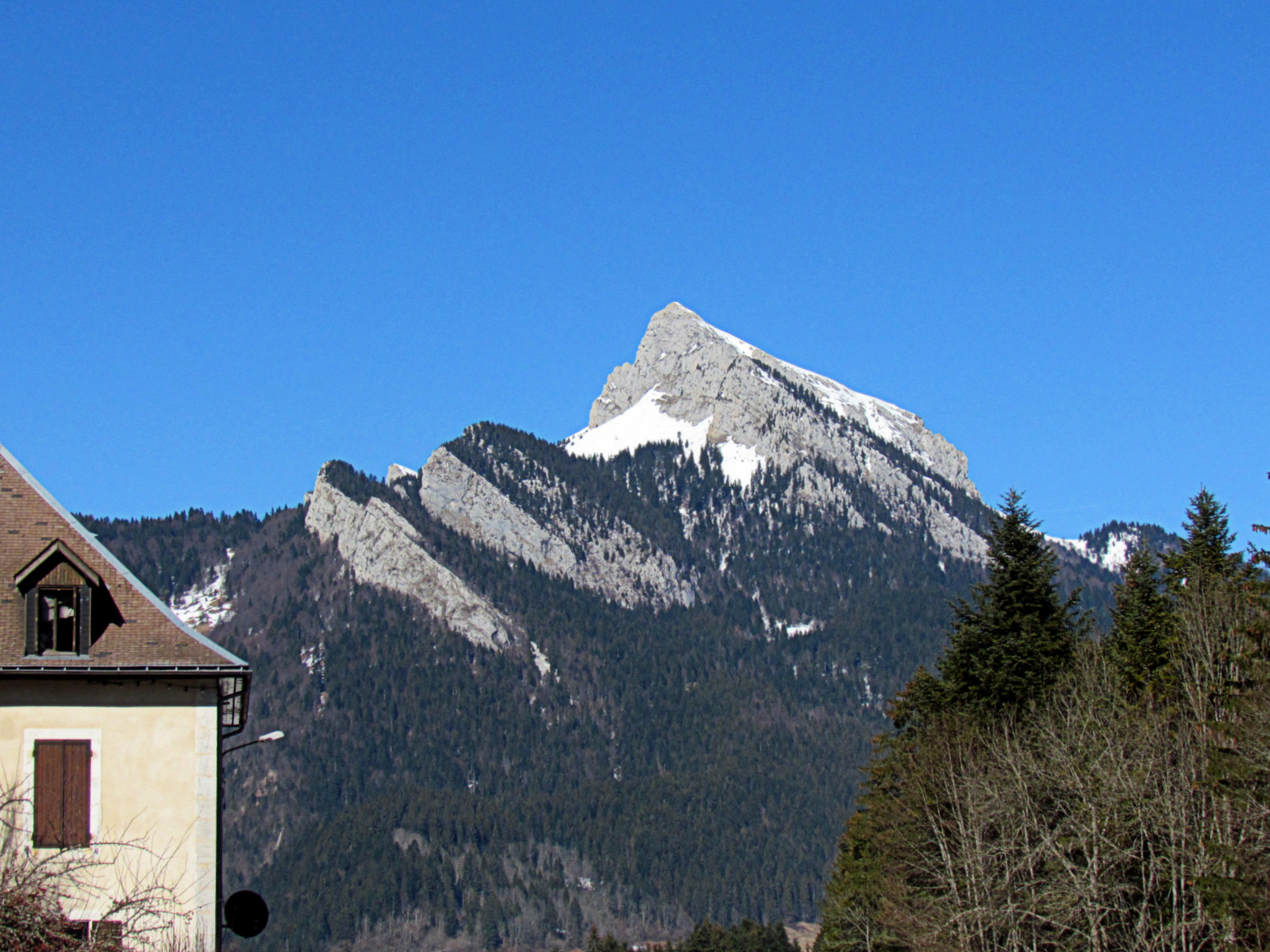
Vue sur le Grand Som depuis Saint-Hugues-de-Chartreuse
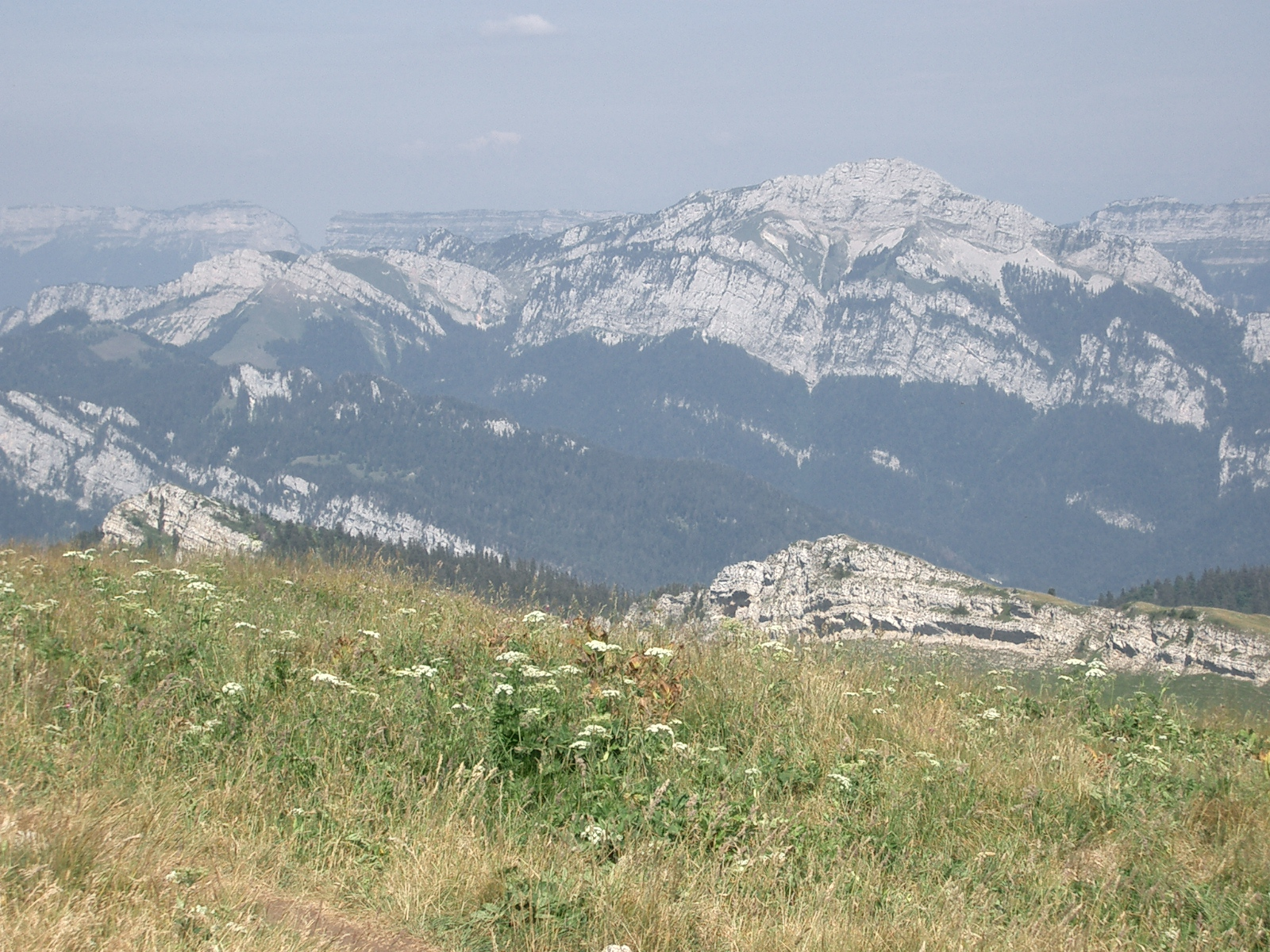
Vue depuis le sommet de la Grande Sure
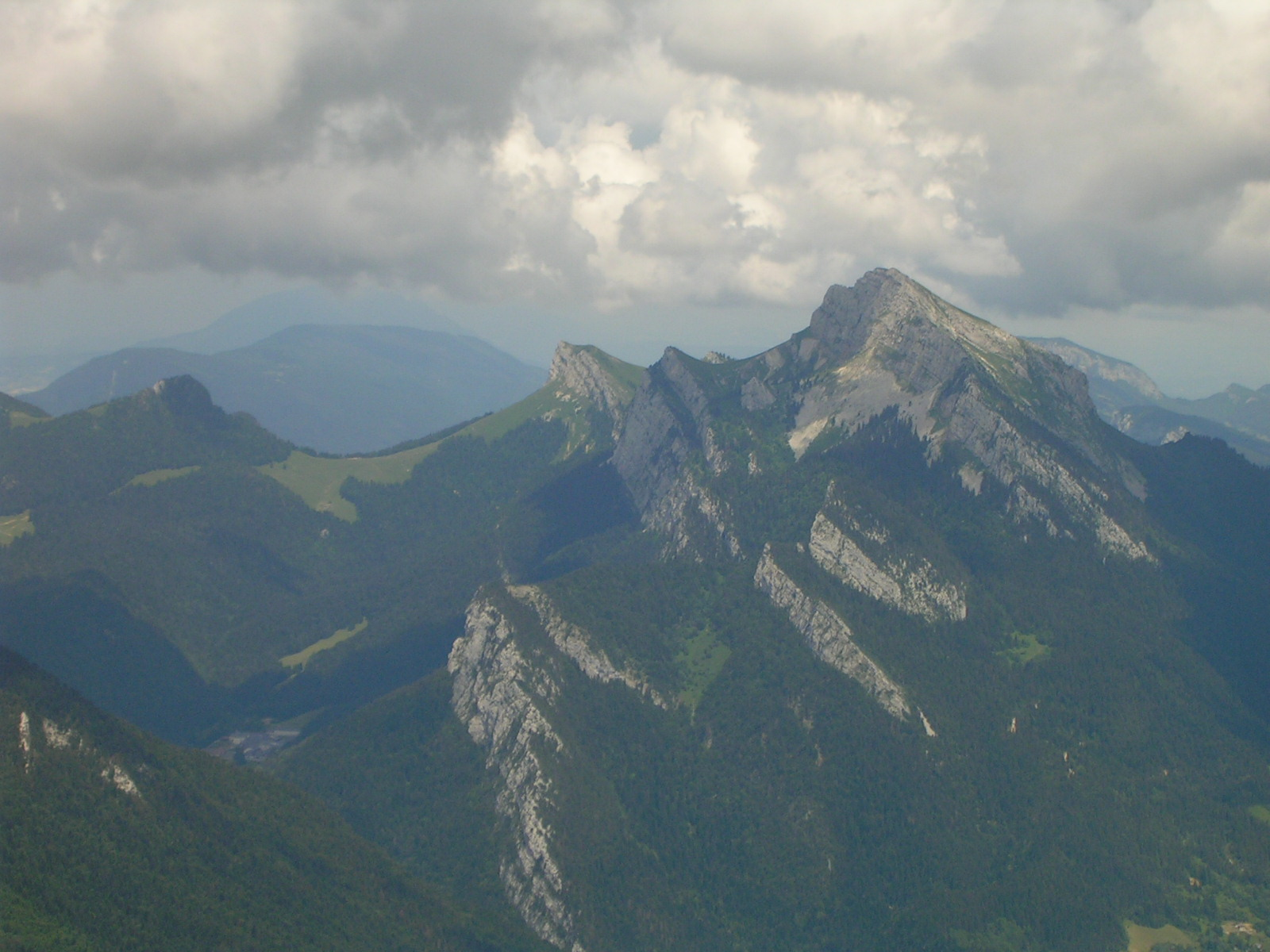
Vue depuis le sommet de Chamechaude
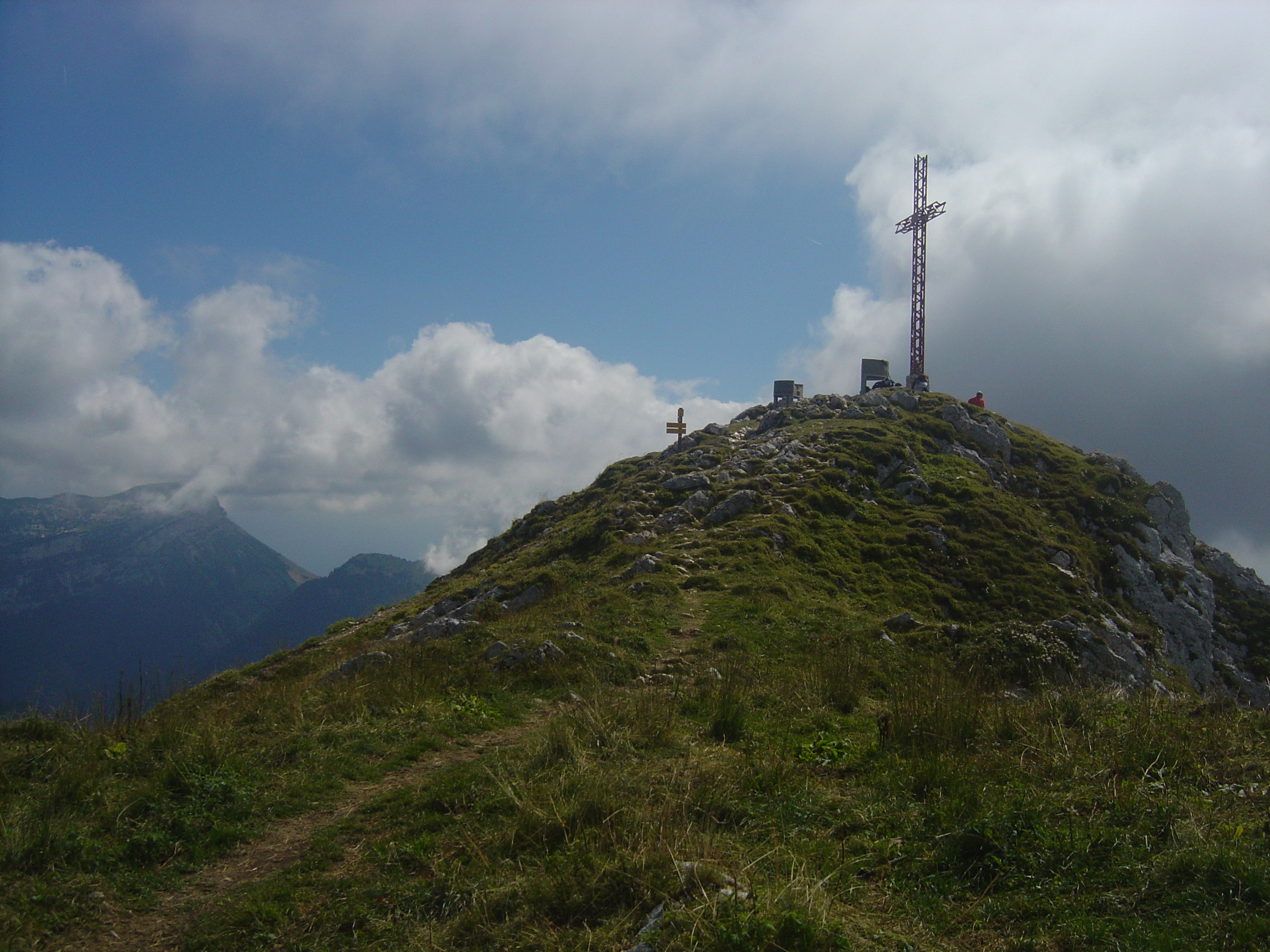
Croix et tables de relief au sommet ; vue à gauche sur la dent de Crolles